# Tripneustes gratilla
Cầu gai sọ dừa (Tripneustes gratilla) là một loài cầu gai. Loài cầu gai này tìm thấy ở độ sâu 2-30 mét ở vùng biển Ấn Độ Dương-Thái Bình Dương, Hawaii, và Biển Đỏ. Chúng có thể đạt từ kích thước từ 10 đến 15 cm. Loài cầu gai này có màu tối, thường là màu tím hơi xanh biển với gai màu trắng. Các chân thịt cũng có màu trắng, ở gốc chân thịt tối màu hoặc màu đen. Cá thể tìm thấy tại đảo Green có đầu gai màu cam. Đây là loài ăn được và bị con người đánh bắt để tiêu thụ.
Loài này có ở vùng biển Việt Nam.